# Kvervelnatten
Kvervelnatten är en bergstopp i Antarktis. Den ligger i Östantarktis. Norge gör anspråk på området. Toppen på Kvervelnatten är 2 273 meter över havet, eller 191 meter över den omgivande terrängen. Bredden vid basen är 4,4 km.
Terrängen runt Kvervelnatten är kuperad åt sydost, men åt nordväst är den platt. Trakten är obefolkad. Det finns inga samhällen i närheten.